# Billardfabrik Wilhelmina

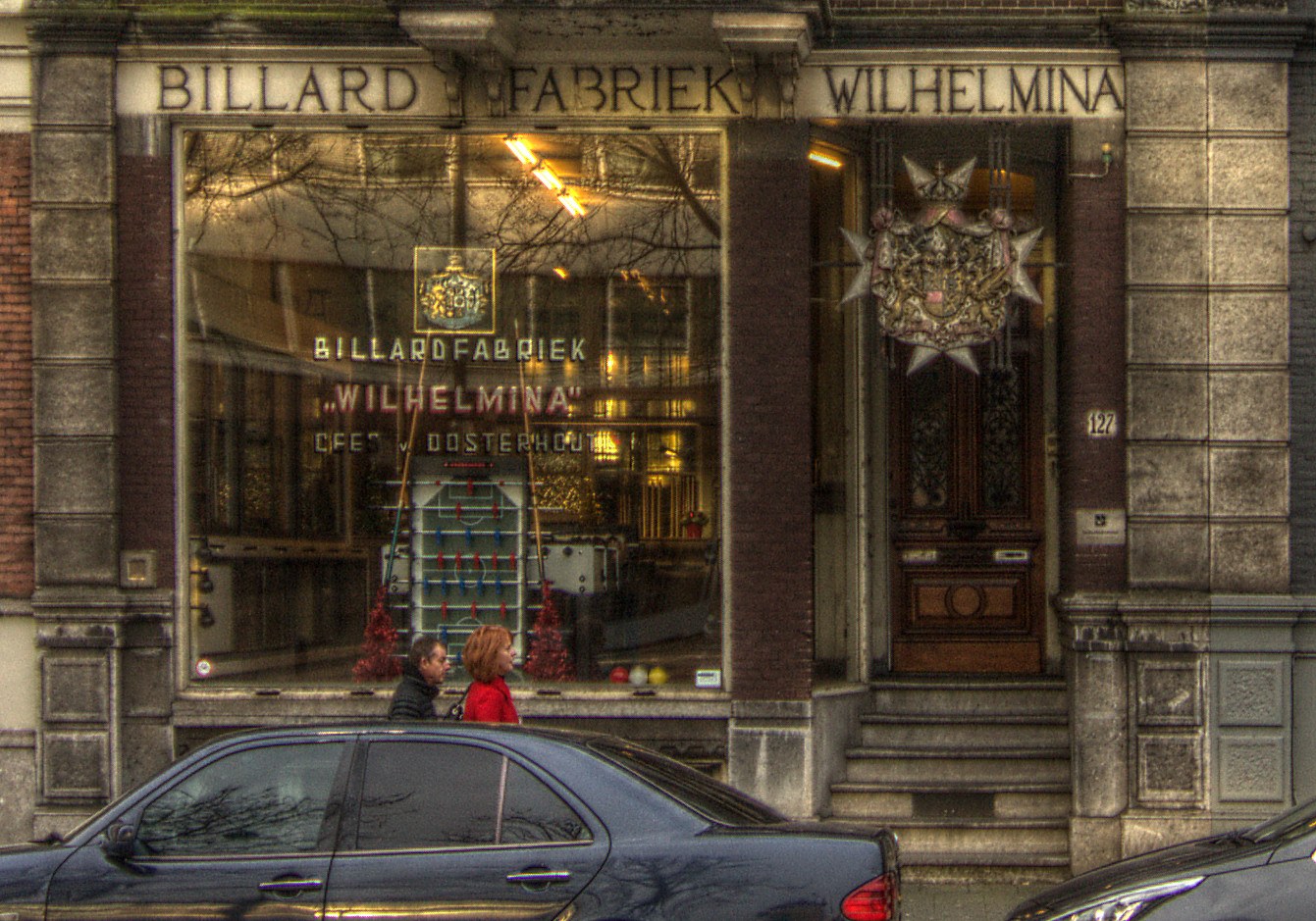
Das Geschäftslokal mit anschließender Werkstatt in Amsterdam (2016)

Die Billardfabrik Wilhelmina ist eine der ältesten Billardfabriken in den Niederlanden und stammt aus dem späten 19. Jahrhundert.

## Geschichte
Der Gründer des Unternehmens war der Textilhändler und Billardspieler Izak Barend Salomon (1863–1945), der von einer Reihe von Adressen aus Handel trieb. Salomon benannte das Unternehmen nach seiner Frau Wilhelmina Bloemgarten (1874–1962), aber es spielte sicherlich eine Rolle, dass Königin Wilhelmina von den Niederlanden damals Staatsoberhaupt war. Salomon und Bloemgarten verlobten sich 1904 und heirateten 1905.
Der Name „Billardfabrik Wilhelmina“ tauchte erstmals 1902 auf, als sie sich noch in der Stadhouderskade 5 befand. Auf einem Neujahrswunsch 1910 ist das Unternehmen noch dort ansässig, ab Mitte 1911 befindet sich das Unternehmen unter der heutigen Adresse Stadhouderskade 127. Einem Streik der Möbelhersteller 1923 trotzte das Unternehmen und konnte weiterproduzieren. 1929 feierte das Unternehmen sein fünfundzwanzigjähriges Bestehen mit der Veröffentlichung „Ein prins’lijk waren dekt een koninklijk fabricaat“. Aufgrund einer Krise entließ das Unternehmen 1932 Jan Mens, der dort zehn Jahre lang gearbeitet hatte, er begann danach seine Schriftstellerkarriere.
Während der Besetzung durch Nazideutschland durfte man sich nicht mehr auf Königin Wilhelmina beziehen und die Firma wurde in „Billardfabriek J. Slot“ umbenannt. Der damalige Besitzer und Gründer wurde im Zweiten Weltkrieg deportiert und starb in Theresienstadt.  Nach dem Krieg erhielt die Fabrik ihren ursprünglichen Namen zurück und das Unternehmen wurde von Jacques Salomon weitergeführt. Er ist der einzige Cousin von Izak Barend Salomon und überlebte die Nazizeit, weil er sich in Enkhuizen verstecken konnte.
1963 wurde er von Cees van Oosterhout abgelöst, der selbst Billardspieler war, nach dessen Tod 2015 übernahmen seine Söhne Robert und Paul das Geschäft und führen es bis heute. Die Schwester Isabelle arbeitet in der Verwaltung.
Das Unternehmen ist seit 1910 königlicher Hoflieferant. Heinrich zu Mecklenburg, Ehemann von Königin Wilhelmina, bestellte dort sein Billardzubehör. Sein Motto „Per aspera ad astra“ hängt an einem Schild über dem Eingang des Geschäftes. Bernhard zur Lippe-Biesterfeld trat seine Nachfolge als Billardspieler an.